# Francisco de Lugo
Francisco de Lugo, noto in italiano come Francesco da Lugo (Madrid, 1580 – Valladolid, 17 settembre 1652), è stato un teologo e gesuita spagnolo.

## Biografia
Era fratello maggiore del cardinale Juan de Lugo (Giovanni da Lugo) ed entrò nei gesuiti al noviziato di Salamanca nel 1600.
Fu mandato in missione in Messico per insegnare teologia, poi navigò nella flotta spagnola e si scontrò con quella olandese, perdendo il proprio commentario della Summa Theologiae.
Insegnò poi filosofia e teologia in Spagna, lavorando come censore e teologo del generale dei gesuiti. Fu due volte rettore del collegio di Valladolid.

## Opere
- (LA) Tractatus de septem Ecclesiae sacramentis, Venezia, Francesco Baba, 1652.